# Бисерна острва
Бисерна острва (шп. Archipiélago de las Perlas или шп. Islas de las Perlas) је група од 100 и више острва, од којих су већина ненасељена. Налазе се око 30 км од пацифичке обале Панаме у Панамском заливу.
Острва су се прославила тако што се на њима снима ријалити-шоу Сурвајвор, међу којима је и прва сезона српског Сурвајвора.

## Историја
Острва је 1513. открио шпански конкистадор Васко Нуњез де Балбоа. Назвао их је бисерним због мноштва бисера које је пронашао на њима.
Острва су све до шездесетих и седамдесетих година 20. века била под влашћу пирата, који су неометано харали тим подручјем.